# Ein Fall für zwei: Morgengrauen
Morgengrauen ist der Titel der 27. bis 29. Episode der Krimiserie Ein Fall für zwei mit Günter Strack und Claus Theo Gärtner in den Hauptrollen. Es handelt sich um die erste mehrteilige Episode der Serie, die innerhalb eines Zeitraums von fünf Tagen im November 1984 erstausgestrahlt wurde.
In dieser Episode wird zu wiederholtem Mal Dr. Dieter Renz als Rechtsanwalt für den Privatdetektiv Josef Matula tätig, der wegen Mordverdachts festgenommen wird.

## Handlung

### Erster Teil
Josef Matula erwacht mit schweren Kopfschmerzen auf dem Boden des Salons in der Villa des Mathematikers Dr. Winzer, der ein Experte für moderne Waffentechnik ist und sich in seinem Ferienhaus in Frankreich aufhält. Dessen Ehefrau Helga Winzer, die am Vortag zu einer Freundin in die Schweiz gefahren sei, hatte Matula vier Tage zuvor vorgeblich als Hausmeister, eigentlich jedoch als Leibwächter für ihre Familie eingestellt. In einem anderen Zimmer findet Matula nun die Leiche eines mit drei Schüssen aus seiner Waffe getöteten südländisch anmutenden Mannes sowie einen aufgebrochenen Tresor vor. Bei dem Toten entdeckt er ein Feuerzeug, in das die Buchstaben N + P eingraviert sind. Beim Versuch, telefonisch die Polizei diesbezüglich zu informieren, ist die Leitung inaktiv. Daraufhin bricht er mit seinem Auto zu einer nahegelegenen Telefonzelle auf, wird jedoch unmittelbar an der Grundstücksgrenze von der bereits alarmierten Polizei aufgehalten. Mit dem inzwischen wieder funktionierenden Telefon ruft er Dr. Renz an, um sich von diesem anwaltlich vertreten zu lassen.
Später versucht Matula vergeblich, Ottokar Peters zu erreichen, von dem er gesagt bekommen hatte, dass er ihn im Falle von Schwierigkeiten im Zusammenhang mit seinem aktuellen Auftrag anrufen könne. Er bemerkt zudem, dass er verfolgt wird. Renz findet eine Einstichstelle vor, die auf die Injektion eines Betäubungsmittels hindeutet. Eine Ärztin weist dies später mittels einer Blutprobe nach. Als Matula nach Hause kommt, berichtet seine Nachbarin, dass zuvor jemand dort gewesen sei, der nach ihm gesucht habe. An der Unterseite seines Billardtisches findet er einen dort angebrachten Umschlag mit Konstruktionszeichnungen für Waffensysteme vor. Kurz darauf wird er von der Polizei verhaftet, die seine Wohnung anschließend durchsucht. Er übergibt daraufhin umgehend den soeben vorgefundenen Umschlag.
In einem Restaurant trifft sich Dr. Renz mit dem Journalisten Siegfried Kirsch, der wenige Tage zuvor einen Artikel über den nach wie vor namentlich unbekannten Toten verfasst hatte. Er habe ihn zwar mehrfach an verschiedenen Orten weltweit getroffen, bestreitet jedoch, seinen Namen zu kennen. Er hält ihn sowie Matula für konkurrierende Spione, die den Auftrag gehabt hätten, Informationen bezüglich der neuesten von Dr. Winzer entwickelten Waffensysteme einzuholen.
Vom für den Fall zuständigen Staatsanwalt Ahrendt erfährt Dr. Renz, dass Matula hoch verschuldet sei. Helga Winzer bestätigt gegenüber Renz, dass der Arbeitsvertrag mit Matula lediglich mündlich geschlossen worden sei und behauptet, dass er zu ihrem Schutz gehandelt habe, als er den Einbrecher erschoss. Es fällt auf, dass sowohl zu ihrer Tochter Nathalie als auch zu ihrem Ehemann ein gestörtes Verhältnis zu herrschen scheint.
Durch das Vortäuschen eines Schwächeanfalls gelingt Matula die Flucht aus dem Gerichtsgebäude, nachdem im Haftprüfungstermin eine Haftverschonung wegen angeblicher Verdunklungsgefahr abgelehnt worden war. Auch eine von Dr. Renz in Aussicht gestellte Kautionszahlung war nicht akzeptiert worden.

### Zweiter Teil
Matula beabsichtigt, Ottokar Peters in der Zentrale der Hessischen Elektronikgesellschaft aufzusuchen, wird jedoch im Foyer abgewiesen. Bevor die Polizei informiert werden kann, gelingt ihm erneut die Flucht. Er sucht Peters schließlich privat zu Hause auf. Dieser streitet jedoch in Anwesenheit seiner Ehefrau ab, Matula zu kennen.
Als Geschäftsmann verkleidet trifft sich Matula heimlich mit Dr. Renz in einem Parkhaus und berichtet, dass Peters, der sein eigentlicher Auftraggeber zur Überwachung von Dr. Winzer gewesen sei, ihm eine größere Summe Bargeld ausgehändigt habe. Renz geht davon aus, dass Matula eingestellt worden sei, um nach dem Mord an dem Einbrecher, dessen Name Pablo Delgado inzwischen bekannt ist, als Sündenbock herhalten zu können.
Von Helga Winzer erfährt Matula, dass ihr Mann sich in Brüssel aufgehalten habe, wo sie ihn jedoch telefonisch nicht erreicht habe. Sie nennt ihm zudem den Namen seines Vorgängers als Hausmeister des Anwesens. Matula sucht diesen auf, der den in der Zeitung abgebildeten Toten umgehend als einen Freund von Nathalie Winzer erkennt. Matula erinnert sich an das Feuerzeug, dessen Gravur N + P demnach mutmaßlich für Nathalie + Pablo stehen könnte. Renz hat unterdessen herausgefunden, das Delgado ein enger Freund eines italienischen Rüstungsindustriellen namens Manzini gewesen sei. Matula beschließt, Dr. Winzer in Quiberon aufzusuchen. Renz soll unterdessen versuchen, in Erfahrung zu bringen, ob Dr. Winzer in der Tatnacht mit seinem auffälligen Ferrari 308 einen Grenzübergang zwischen Belgien und Deutschland passiert hat.
Dr. Winzer ist überrascht, dass Matula ihn besucht. Er stellt sich jedoch weitgehend ahnungslos. Zur Verblüffung Matulas ist auch Staatsanwalt Ahrendt in dem Haus an der Atlantikküste anwesend. Als zwei französische Polizisten eintreffen, muss Matula ein weiteres Mal flüchten, was ihm abermals gelingt. Er erfährt, dass Nathalie Winzer mit einer gewissen Claudine  befreundet ist. In deren Restaurant trifft er schließlich auf Ottokar Peters, der nun unter vier Augen zugibt, dass er seine Verbindung zu Matula aufgrund mit Dr. Winzer vereinbarter strikter Geheimhaltung nicht habe offenbaren können. Peters steckt Matula erneut Geld zu und verschwindet. Anschließend unterhält sich Matula mit Claudine und erfährt, dass diese fast sechs Jahre lang ein Verhältnis mit Dr. Winzer gehabt habe. Er bittet sie darum, ihm als Verbündete zur Seite zu stehen. Sie weist ihn auf François Leblanc hin, den Sicherheitschef einer französischen Rüstungsfirma, den er stets in Dr. Winzers Nähe finden könne. Kurz darauf wird Matula im Ort von diesem aufgesucht.
Staatsanwalt Ahrendt berichtet in Frankfurt, dass er Matula in Frankreich angetroffen habe. Dr. Renz gibt daraufhin zu, dass er nach Matulas Flucht noch Kontakt zu diesem gehabt habe und sichert zu, dass er sich zu gegebener Zeit freiwillig stellen werde.
Claudine fordert Matula auf, umgehend zum Yachthafen zu kommen. Dort beobachtet er prompt ein Zusammentreffen zwischen Dr. Winzer und Nathalie auf einer Segelyacht, auf der diese sich versteckt zu halten scheint. Nachdem Winzer die Yacht rund zwei Stunden später verlassen hat, betritt Matula diese und versucht, Nathalie zur Rede zu stellen. Diese bedroht ihn mit einer Signalpistole. Matula berichtet ihr, dass ihr Freund Pablo getötet worden sei. Sie schreit laut um Hilfe, weswegen Matula abermals die Flucht ergreifen muss. Er versteckt sich bei Claudine und schläft mit ihr. Sie rät ihm, sich dauerhaft zu verstecken, da er gegen die Machenschaften der Rüstungsunternehmen keine Chance habe. François Leblanc erscheint schließlich überraschend und zwingt Matula zu einer Rückkehr per Flugzeug nach Frankfurt, wo er umgehend wieder verhaftet wird.

### Dritter Teil
Dr. Winzer kehrt gemeinsam mit Nathalie zwar ebenfalls nach Deutschland zurück, beim kurz darauf stattfindenden Gerichtsverfahren mit Matula als Angeklagtem sind die beiden jedoch im Gegensatz zu allen anderen Zeugen und Beteiligten nicht anwesend. Als Gründe hierfür werden Krankheit und anderweitige Termine angegeben. Dr. Renz hält allerdings insbesondere Dr. Winzer für unentbehrlich. Gleichwohl verzichtet er auf einen Antrag zur Vertagung des Verfahrens, um Matulas Untersuchungshaft nicht in die Länge zu ziehen. François Leblanc ist als Zuschauer anwesend.
Staatsanwalt Ahrendt klagt Matula des Mordes am unbewaffneten Pablo Delgado an. Sein Motiv sei die beabsichtigte Beschaffung der im Tresor befindlichen Unterlagen gewesen. Helga Winzers Aussagen erscheinen ehrlich und beschuldigen Matula nicht zusätzlich. Otto Sommer sagt aus, dass er seit seiner Kündigung bei Familie Winzer nun als Hausmeister mit einem besseren Gehalt für Ottokar Peters arbeite. Inzwischen bestreitet er, Pablo Delgado zusammen mit Nathalie Winzer gesehen zu haben. Er habe sich getäuscht, als er Matula wenige Tage zuvor das Gegenteil berichtete. Helga Winzer gibt ebenfalls an, Delgado nicht gekannt zu haben, schließt jedoch nicht aus, dass er ein Freund ihrer Tochter gewesen sein könne. Peters bestreitet, Matula einen Auftrag als Leibwächter für Dr. Winzer gegeben zu haben. Er wird anschließend vereidigt.
In einer Pause verweigert Helga Winzer, in Anwesenheit von François Leblanc mit Dr. Renz zu sprechen. In einem daraufhin anberaumten vertraulichen Gespräch behauptet sie schließlich, dass ihre Tochter die Geliebte ihres Mannes sei. Dr. Winzer sei nicht ihr Vater. Delgado sei ebenfalls ein Liebhaber ihrer Tochter gewesen. Sie beschuldigt ihren Mann des Mordes aus Eifersucht. Da dieser zur Tatzeit jedoch in Brüssel gewesen sei, habe Leblanc die Tat stellvertretend für ihn ausgeführt. Dr. Renz berichtet, dass Grenzbeamten bezeugen könnten, dass Dr. Winzer in der Nacht des Mordes die Grenze zwischen Belgien und Deutschland passiert habe.
Kommissar Urban gibt vor Gericht zu, dass Matula nicht nach möglichen Injektionseinstichen untersucht worden sei. Sein teilweise wirres Verhalten habe er nicht auf die Nachwirkungen eines Betäubungsmittels zurückgeführt, sondern dies als eine typische Reaktion eines Mörders unmittelbar im Anschluss an seine schwere Straftat erachtet. Außer Matula und dem Toten sei niemand im Haus gewesen. Bei den Personen, die Matula nach seinem Weggang vom Tatort beschatteten, habe es sich um Polizeibeamte gehandelt. Die telefonische Alarmierung der Polizei sei erst mehr als drei Stunden nach der Tat anonym erfolgt. Der Anrufer konnte nicht ermittelt werden. Dr. Renz behauptet, dass der oder die Täter vermutlich noch am Tatort gewesen seien und selbst die Polizei alarmiert hätten, als sie feststellten, dass Matula erwachte.
Am Abend wird Dr. Renz zu Hause von François Leblanc aufgesucht. Dieser schlägt ihm vor, das Verfahren einzustellen, worauf Renz sich nicht einlässt. Am nächsten Tag sind sowohl Dr. Winzer als auch Nathalie im Gerichtssaal anwesend. Dr. Winzer sagt aus, dass er in der fraglichen Nacht mit seinem Wagen nach Frankfurt gekommen sei. Er habe Matulas Waffe entwendet und Pablo Delgado damit getötet. Anschließend habe er sich nach Brüssel zurückfahren lassen. Ausgerechnet der dadurch entlastete Matula bezweifelt umgehend diese Aussage, da er die ganze Wahrheit erfahren wolle. Aufgrund der durch zwei Zöllner belegten Uhrzeit des Grenzübertritts könne Dr. Winzer nicht der Täter gewesen sein. Daraufhin widerruft dieser seine Aussage.
Matula vermutet, dass Nathalie Winzer die Mörderin ihres Freundes sei. Dr. Renz sucht sie zu Hause auf und möchte sie entsprechend zur Rede stellen, was allerdings von ihrer Mutter verhindert wird. François Leblanc erscheint, schlägt Dr. Renz bewusstlos und flüchtet anschließend. Nathalie ist ebenfalls entkommen, erscheint jedoch später zunächst unerkannt als Zuschauerin im Gerichtssaal. Da sie keine Aussage machen möchte, referiert Dr. Renz den mutmaßlichen Tathergang. Dr. Winzer bestätigt dies schließlich. Er und Leblanc hätten die Tat anschließend vertuscht, indem sie Matula als den Schuldigen aussehen ließen.

## Hintergrund
Die Episode wurde überwiegend im Rhein-Main-Gebiet gedreht. Die Kulisse der Kanzlei von Dr. Renz befand sich im Hotel InterContinental Frankfurt. Das Parkhaus, in dem die heimlichen Treffen zwischen Matula und Renz inszeniert wurden, befindet sich in Frankfurt unweit des Silberturms. Die Schlusseinstellung während des Abspanns des dritten Teils zeigt den Opernplatz.
Als angebliches Wohnhaus der Familie Winzer wurde die Henkell-Villa in Wiesbaden-Nordost verwendet. Die Szene der Flucht des als Polizist verkleideten Matula aus dem Gerichtsgebäude wurde vor dem damaligen Landgericht Wiesbaden aufgenommen.
Ein ausländischer Ort der Handlung war Quiberon in Frankreich, wo Matula mit einem Motorrad entlang der Côte sauvage fuhr. Weitere Szenen wurden am Port-Haliguen gedreht.

Drehorte (Auswahl)
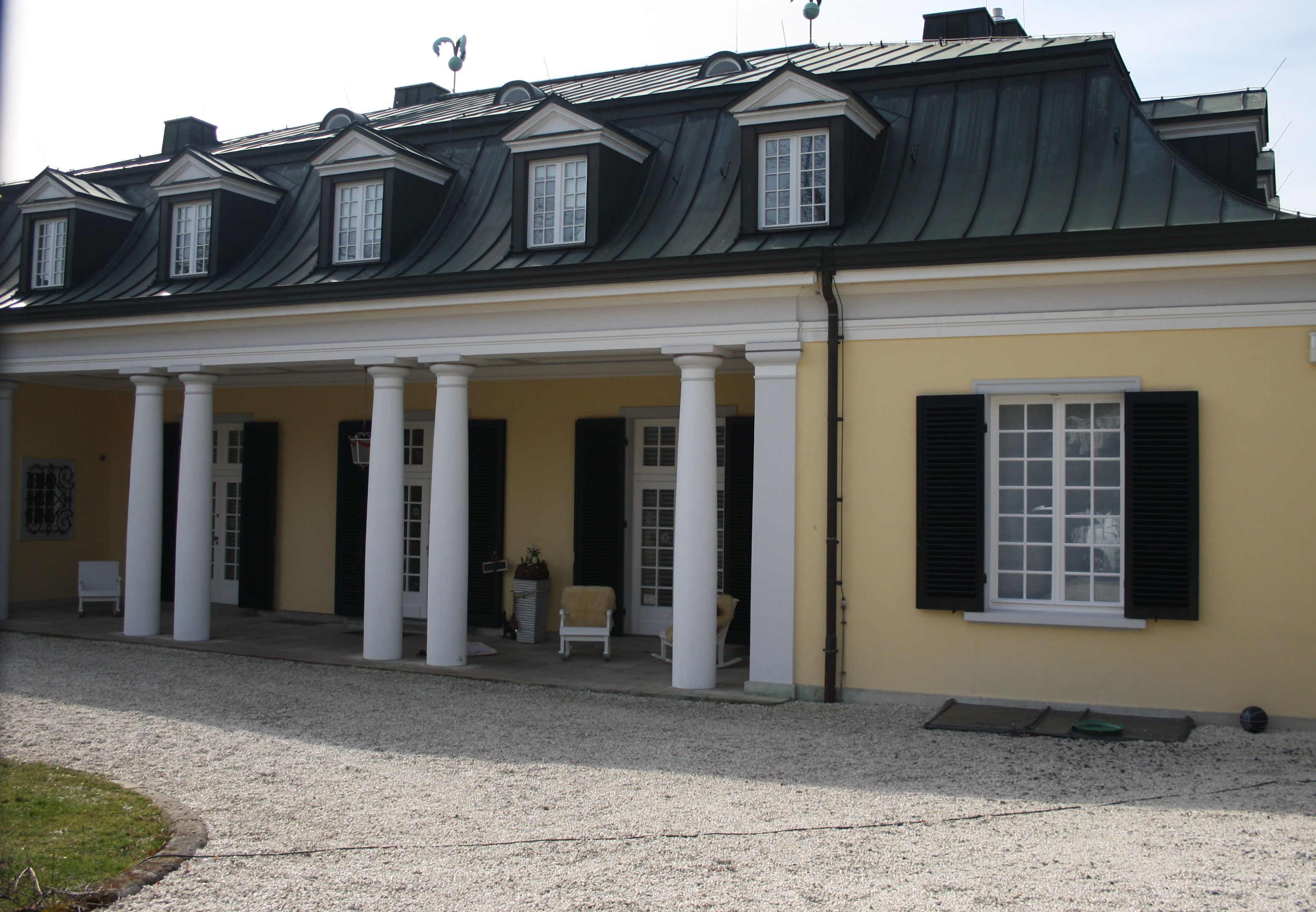
Henkell-Villa
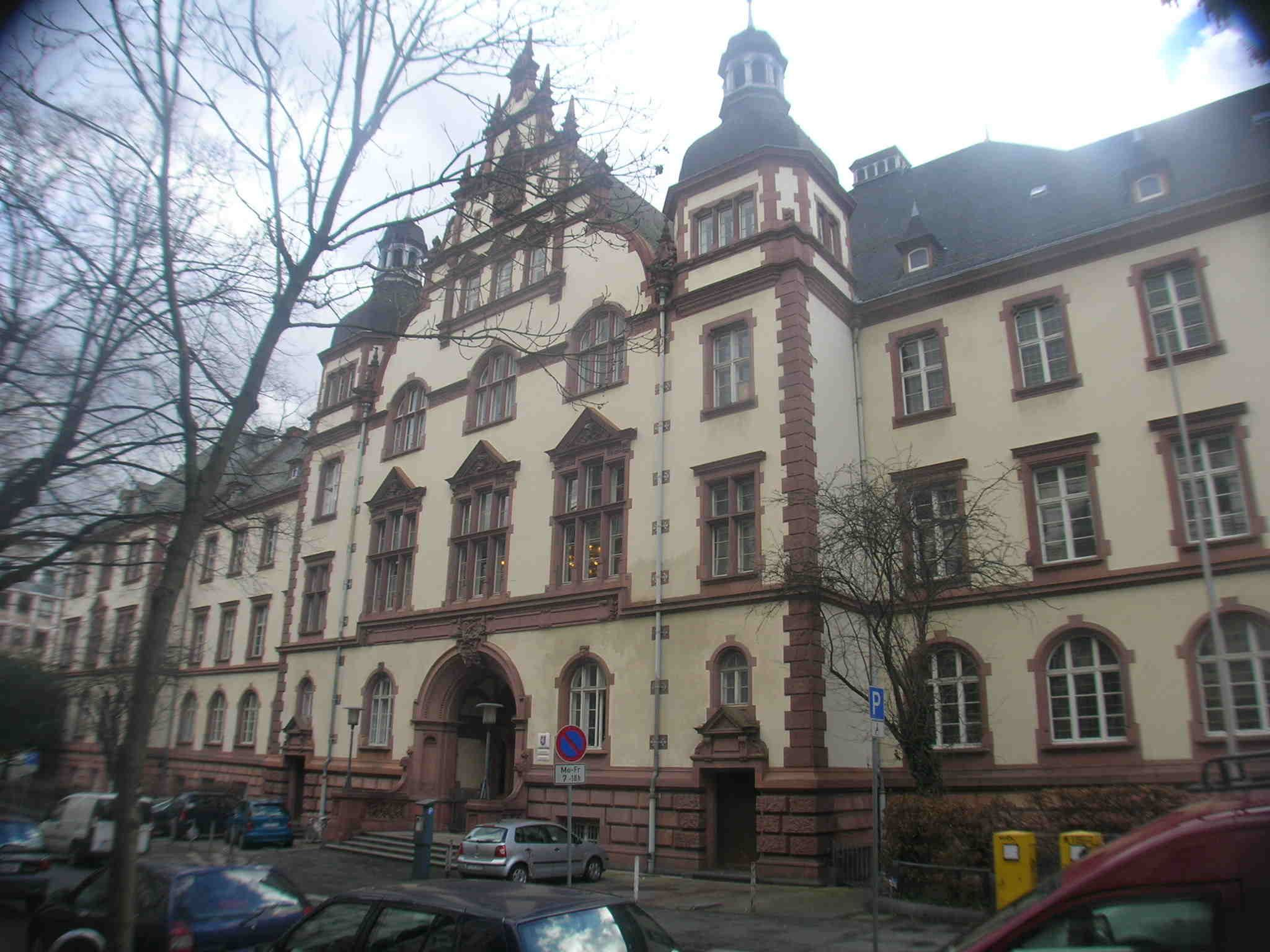
Amts- und Landgericht Wiesbaden (bis 2009)
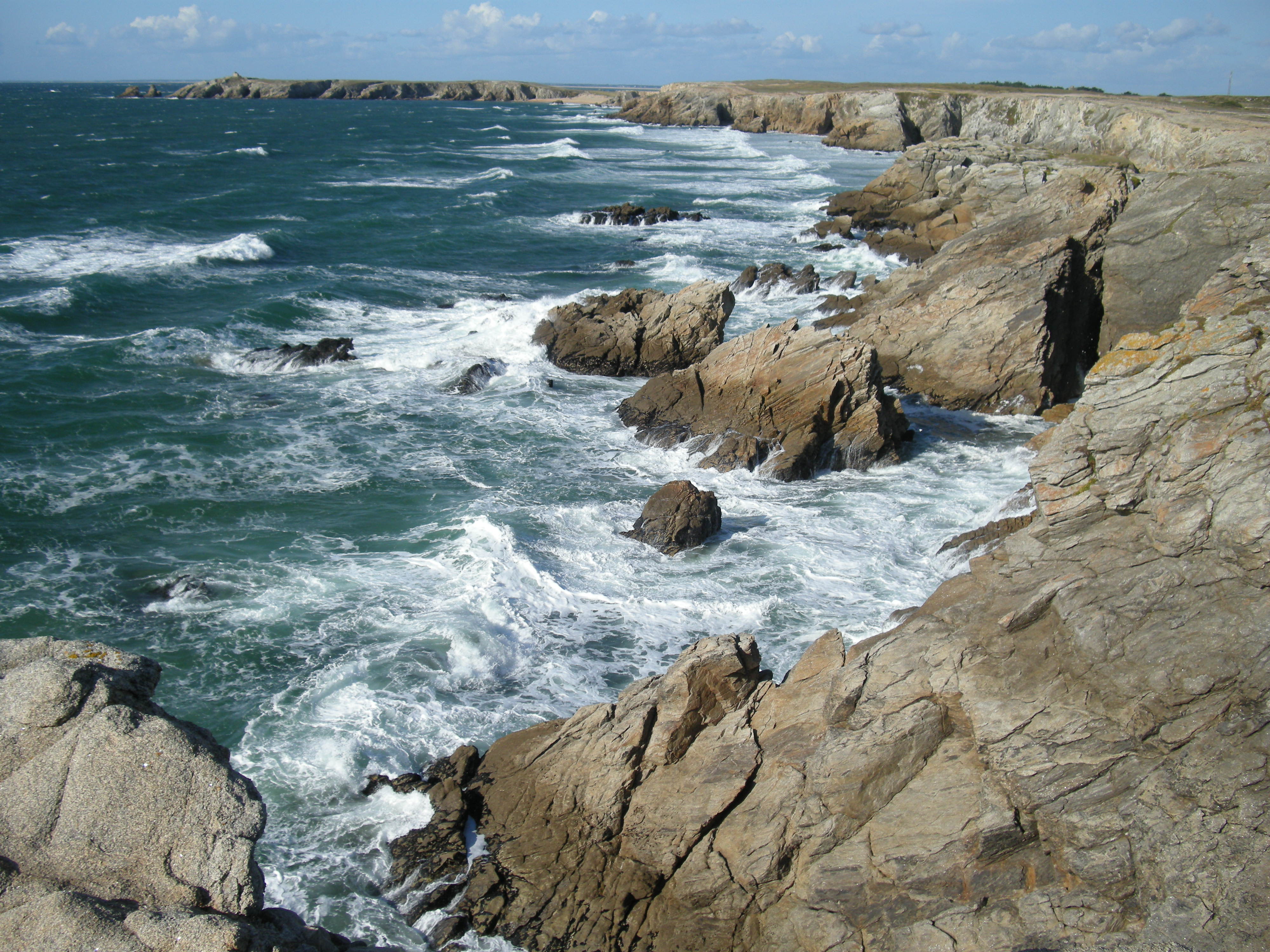
Côte sauvage
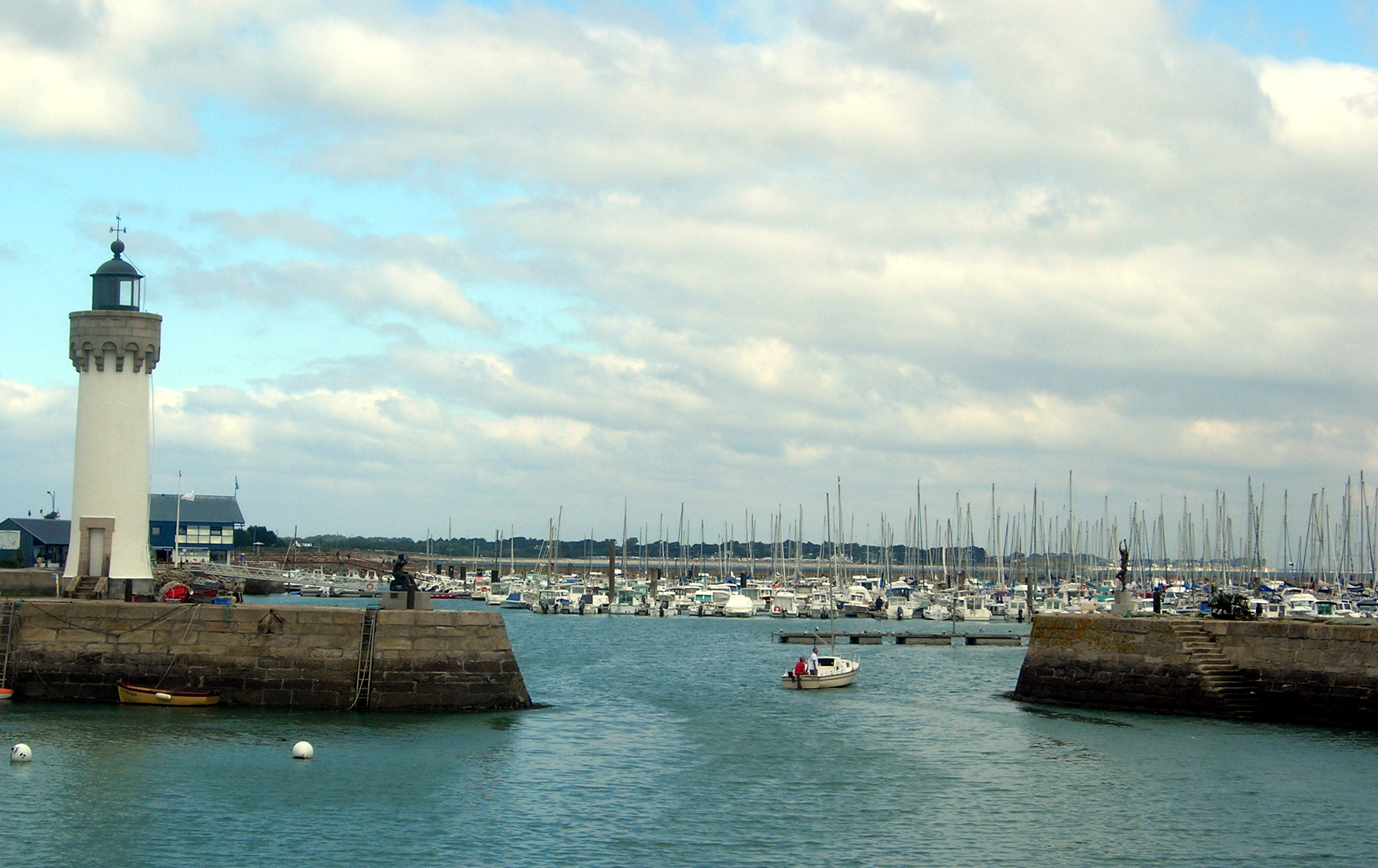
Yachthafen Quiberon